# 9191 Hokuto
9191 Hokuto eller 1991 XU är en asteroid i huvudbältet som upptäcktes den 13 december 1991 av den japanska astronomen Satoru Otomo i Kiyosato. Den är uppkallad efter den japanska staden Hokuto.
Asteroiden har en diameter på ungefär 9 kilometer och den tillhör asteroidgruppen Eunomia.